# Chanticleer (Schiff, 1943)
Die HMS Chanticleer (Kennung: U05) war eine Sloop der britischen Marine, welche im Zweiten Weltkrieg zum Einsatz gelangte. Das Schiff gehörte der modifizierten Black-Swan-Klasse an und war im Januar 1941 als neunte Einheit dieses modifizierten Typs bewilligt worden. Die Chanticleer wurde am 6. Juni 1941 auf der Werft von William Denny and Brothers im schottischen Dumbarton auf Kiel gelegt und lief am 24. September 1942 von Stapel. Die Indienstnahme erfolgte am 29. März 1943. Erster (und zugleich letzter) Kommandant des Schiffes war Lieutenant Commander Robert H. Bristowe.

## Technische Aspekte
Die Sloop war maximal 91,36 m lang und 11,45 m breit. Der Tiefgang lag voll ausgerüstet bei 3,70 m. Zwei Admiralty-Kessel vom 3-Trommel-Typ und zwei Parsons-Turbinen, die auf zwei Propeller wirkten, ermöglichtem dem Schiff eine Höchstfahrt von etwa 19,75 kn (bei einer maximalen Antriebsleistung von 4.300 WPS). Entsprechend des Einsatzspektrums dieser Klasse, Geleitzugsicherung mit dem Schwerpunkt auf Flugabwehr- und U-Jagdfähigkeiten, verfügte das Schiff über eine vergleichsweise starke Flugabwehrbewaffnung von sechs 10,2-cm-Geschützen in drei Doppelturmschilden, hinzu kamen noch zehn leichtere 2-cm-Oerlikon-Kanonen in vier Doppel- und zwei Einzellafetten. 

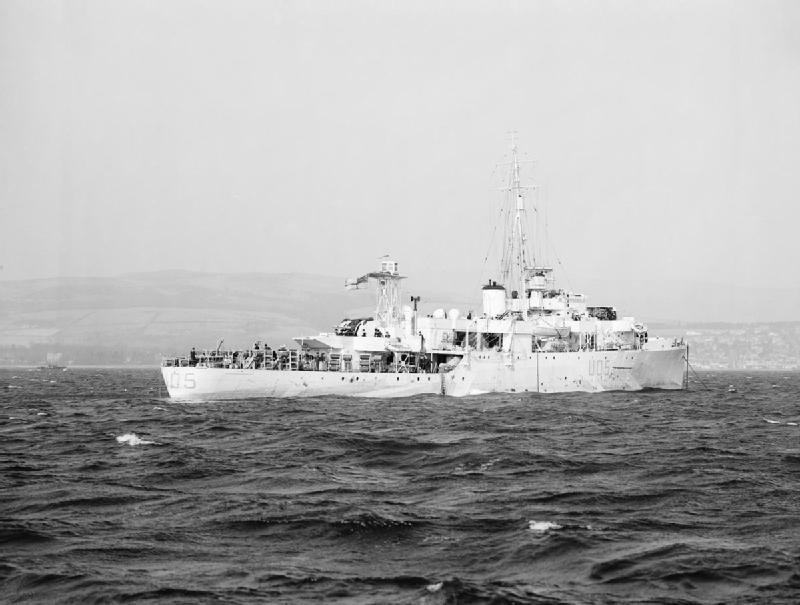
Heckansicht der Chanticleer (1943). Man beachte den Gittermasten hinter der achteren 10,2-cm-Doppellafette und den Aufsatz auf diesem Masten, hierbei handelt es sich um das Typ-271-Radar.

Im Gegensatz zu den zuvor gebauten Einheiten der Black-Swan-Klasse waren bei der Chanticleer indessen keine 4-cm-Flak (zumeist eine Vierlings- oder zwei Doppellafetten) eingebaut worden. Stattdessen sah die Sloop eine massive Verstärkung der Waffen zur U-Boot-Bekämpfung. So kamen neben einem Hedgehogwerfer noch acht weitere Wasserbombenwerfer (sogenannte K-guns) und zwei Abrollgestelle am Heck zum Einbau. Das Schiff verfügte über einen Munitionsvorrat von insgesamt 178 Hedgehog-Wurfkörpern und 110 weiteren Wasserbomben. Zur Suche nach aufgetauchten U-Booten beziehungsweise Überwasserzielen wurde ferner ein Typ-271-Radargerät mittschiffs eingebaut, welches eine Reichweite von bis zu 20 Kilometern besaß. Diese beträchtliche Verstärkung der U-Jagd-Kapazitäten bewirkte, im Vergleich zu den ersten gebauten Einheiten der Black-Swan-Klasse, allerdings auch eine leichte Zunahme der Wasserverdrängung um etwa 110 ts sowie eine hiermit verbundene, geringfügige Erhöhung des Tiefgangs.

## Einsatzzeit
Die Chanticleer wurde nach ihrer Indienststellung und dem Abschluss der Probefahrten ab Mai 1943 der in Greenock stationierten 7. Geleitsicherungsgruppe (7th Escort Group, Captain John Durnford-Slater) zugeteilt. Diese Gruppe bestand zu diesem Zeitpunkt aus drei Korvetten und zwei weiteren Sloops und sicherte alliierte Geleitzüge auf der Route zwischen dem Vereinigten Königreich und Gibraltar sowie Häfen in Nordafrika. Hierbei beteiligte sich die Sloop an der Sicherung der Konvois KMF-18 und KMF-19 und nahm im Juli 1943 auch an der alliierten Landung auf Sizilien teil. Ab August 1943 wurde die Chanticleer wieder aus dem Mittelmeer zurückbeordert und eskortierte nachfolgend Geleitzüge auf der Nordatlantikroute, so auch die Konvois HX-260 und ON-205 im Oktober 1943. Zu Gefechtsberührungen des Schiffes mit deutschen U-Booten kam es dabei allerdings nicht.
Anfang November 1943 wurde die Sloop zur Sicherung des via Liverpool nach Freetown in Westafrika laufenden Geleitzuges SL-139 herangezogen. Dieser Konvoi hatte sich dabei am 14. November 1943 zeitweilig mit dem von Gibraltar nach Liverpool gehenden Geleitzug MKS-130 vereinigt. Auf dieses alliierte Großgeleit mit nun 66 Handelsschiffen und 13 Sicherungsfahrzeugen, darunter auch die Chanticleer, wurden deutscherseits Fernfliegerkräfte und zwei U-Boot-Rudel mit insgesamt 14 U-Booten angesetzt, woraus sich in den nachfolgenden Tagen, bis zum 21. November 1943, eine erbittert geführte Geleitzugschlacht entwickelte.

## Verbleib
Am Nachmittag des 18. November 1943 orteten die Chanticleer und ihr Schwesterschiff Crane, etwa 250 Seemeilen ostnordöstlich von São Miguel, bei diesigem Wetter mit Radar das an der Oberfläche laufende deutsche U-Boot U 515 unter Kapitänleutnant Werner Henke. Beide Sloops liefen daraufhin zum Angriff auf das U-Boot zu, welches jedoch rechtzeitig abtauchen konnte. Seitens U 515 wurden dabei zwei akustisch gesteuerte T-V-Torpedos auf die sich annähernden britischen Schiffe abgefeuert. Einer dieser Torpedos traf die Chanticleer um 15:24 Uhr ins Heck, etwa auf Position 40° 06′ N, 19° 48' W. Der Treffer verursachte eine Folgeexplosion der achtern gelagerten Wasserbomben, was dazu führte, dass das komplette Achterschiff abgerissen wurde. Insgesamt 29 Besatzungsangehörige wurden dabei getötet, fünf weitere Seeleute erlitten Verletzungen.
Die schwer beschädigte Sloop sank glücklicherweise nicht und konnte von der Crane in Schlepp genommen und nach Ponta Delgada verbracht werden. Dort erwiesen sich die Schäden allerdings als so schwer, dass die Chanticleer nachfolgend als konstruktiver Totalverlust (constructive total loss, CTL) und als irreparabel deklariert wurde. Das Schiff wurde bis Ende November 1943 abgerüstet und danach außer Dienst gestellt. Im Dezember 1943, mittlerweile in Hesperides umbenannt, wurde die behelfsmäßig abgedichtete Hulk vom britischen Bergeschiff Salveda nach Horta geschleppt, dort verblieb der Rumpf (ab 31. Dezember 1943 unter dem neuen Namen Lusitania II) dann als stationäres Wohnschiff für britisches Marinepersonal bis Kriegsende 1945. Die ehemalige Sloop wurde schließlich 1946 nach Lissabon geschleppt und dort verschrottet.